# Crocallis defasciata
Crocallis defasciata là một loài bướm đêm trong họ Geometridae.